# Doug Partie
Robert Douglas Partie, detto Doug (Santa Barbara, 21 ottobre 1961), è un ex pallavolista ed ex giocatore di beach volley statunitense.
Giocava nel ruolo di centrale.

## Carriera
La carriera di Doug Partie inizia, a livello universitario, con la UC Los Angeles, con cui vincerà 4 titoli NCAA. 
Dedicandosi successivamente esclusivamente alla nazionale statunitense, con cui vincerà una medaglia d'oro ai Giochi olimpici, una medaglia d'oro al campionato mondiale, una medaglia d'oro alla Coppa del Mondo, una medaglia d'oro ai giochi panamericani e una medaglia d'argento ai Goodwill Games.
Nella stagione 1988-89 approda per la prima volta Italia, giocando per due stagioni nella Panini con cui vince la Coppa Italia 1988-89, il campionato 1988-89 e la Coppa dei Campioni 1989-90. Nella stagione 1991-92 passa alla Galileo Giovolley.
Vince una medaglia di bronzo ai XXV Giochi olimpici con la propria nazionale, prima di chiudere la carriera nel Virtus Fano.
Si ritira dalla pallavolo giocata nel 1993 per dedicarsi al beach volley.

## Palmarès

### Club
- NCAA Division I: 4

1981, 1982, 1983, 1984
- Campionato italiano: 1

1988-89
- Coppa Italia: 1

1988-89
- Coppa dei Campioni: 1

1989-90

### Nazionale (competizioni minori)
- Goodwill Games 1986
- Giochi panamericani 1987

### Premi individuali
- 1982 - NCAA Division I: All-Tournament Team
- 1983 - NCAA Division I: All-Tournament Team
- 1984 - NCAA Division I: All-Tournament Team